# Jules Pierre Rambur
Jules Pierre Rambur (21. července 1801 Ingrandes, Francie – 10. srpna 1870 Ženeva, Švýcarsko) byl francouzský lékař a entomolog, hlavně lepidopterolog a odonatolog.

## Biografie
Studoval v Tours a Montpellier medicínu. Doktorát získal v září roku 1827 v Paříži. Se svým přítelem z dětství A. de Graslinem (1802–1882) a Dr. J. B. A. Dechauffour de Boisduvalem (1799–1879) začal psát a vydávat Collection iconographique et historique des chenilles d’Europe, které vycházelo v Paříži v letech 1832–1843.
V letech 1829 až 1830 navštívil ostrov Korsika a v roce 1832 vydal práci Catalogue des lépidoptères de l'Île de Corse. Dne 29. února 1832 se spolupodílel na založení Francouzské entomologické společnosti. V roce 1839 se stal jejím prezidentem. V letech 1834 až 1835 podnikl s přítelem Graslinem velkou sběratelsko-výzkumnou cestu přes Andalusii, jejíž výsledky zveřejnil v práci Faun entomologique de l'Andalouse (2 díly: 1837–1840) a v Catalogue systématique des Lépidoptères de l'Andalouse (1858–1866). Oženil se v roce 1841 a pracoval jako lékař v Seiches-sur-le-Loir. Později působil v Saint-Christophe-sur-le-Nais. Zemřel v Ženevě.

## Dílo
- Catalogue des lépidoptères insectes Néuroptères de l'Île de Corse (1832)
- Fauna entomologique de l'Andalouse (dva díly, 1837–1840)
- Histoire naturelle des insectes (část Suites à Buffon, 1842)
- Catalogue systématique des Lépidoptères de l'Andalouse (1858–1866).